# Gynaeseius santosoi
Gynaeseius santosoi är en spindeldjursart som först beskrevs av Ehara 2005.  Gynaeseius santosoi ingår i släktet Gynaeseius och familjen Phytoseiidae. Inga underarter finns listade i Catalogue of Life.